# Бушар I (граф Вандома)
Бушар I (также Бушар I Почтенный и Бушар I Старый; фр. Bouchard Ier le Vénérable или le Vieux; ок. 940 — 26 января 1007) — граф Вандома с 956/967 года, граф Корбея и Мелёна с 960/973 года, граф Парижа с 987 года.

## Биография
Сын и наследник Бушара Ратепилата, умершего между 956 и 967 годом.
В юности Бушар I воспитывался при дворе Гуго Великого, где подружился с его сыном Гуго Капетом.
Став герцогом Франции, Гуго Капет в 973 году устроил брак Бушара I с Елизаветой Богатой, вдовой Эймона, графа де Корбей. Тот таким образом стал графом Корбея и получил в лен от герцога графство Мелен. Как обладатель этих земель Бушар стал контролировать судоходство в верхней Сене.
В 981 году Бушар I вместе с другими верными Гуго Капету графами и епископами сопровождал герцога Франции в Рим на переговоры с германским королём Оттоном II. Темой переговоров была вассальная принадлежность Верхней и Нижней Лотарингии.
В 987 году, став королём, Гуго Капет пожаловал Бушару I Парижское графство. Также тот вошел в регентский совет при Роберте — сыне короля (кроме него, его членами были Гуго де Дрё, Ансу II Богатый и виконт Гуго де Мёлан).
В 991 году Эд I де Блуа с помощью подкупа захватил Мелен, но был изгнан совместными действиями Бушара I и короля. В том же году Бушар представлял интересы Гуго Капета на совете в Реймсе, за что был вознаграждён: король назначил его сына Рено епископом Парижа.
Всю свою жизнь Бушар I был верным сторонником Гуго Капета, а позднее — его сына Роберта II.
В 1005 году, незадолго до смерти, Бушар I с согласия жены удалился на покой в монастырь Сен-Мор-де-Фоссе, передав своему сыну Рено (умер в 1016 году) графства Вандом и Мелен. Второй его сын, Бушар Младший (его существование признаётся не всеми историками), носивший титул графа де Корбей и де Мелен, умер при жизни отца. Дочь Бушара I Елизавета (умерла в 999 году) вышла замуж за графа Анжу Фулька III Нерра.